# Gomoario
Gomoario (in latino: Gomoarius; IV secolo – 366) è stato un generale romano.
Durante la sua carriera tradì due usurpatori, Vetranione e Procopio.

## Biografia

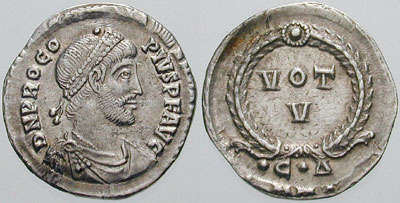
Moneta raffigurante l'usurpatore Procopio, di cui Gomoario era un comandante militare, ma che tradì poco prima della battaglia decisiva

Entrò a far parte dell'esercito romano prima del 350. Nel dicembre di quell'anno fu la causa della caduta dell'usurpatore Vetranione, passando dalla parte dell'imperatore Costanzo II.
Nel 360 Costanzo premiò Gomoario nominandolo magister equitum del cesare Giuliano in Gallia. Probabilmente il suo ruolo era anche quello di controllore del cesare in favore del cugino e imperatore; infatti Giuliano, dopo essere stato acclamato imperatore dalle truppe, rimosse Gomoario dall'incarico, rimandandolo da Costanzo, in quanto, notò, Gomoario aveva già tradito in passato un ribelle. Costanzo inviò Gomoario con alcuni laeti a sbarrare il passo di Succi, tra i monti Haemus, a Giuliano. Non si hanno altre notizie di Gomoario durante il regno di Giuliano (361-363).
Gomoario fu richiamato in servizio dall'usurpatore Procopio, appartenente alla medesima dinastia costantiniana di cui aveva fatto parte Costanzo, quando questi si ribellò all'imperatore Valente (365). Gomoario combatté, al comando di metà dell'esercito di Procopio, in Asia Minore; aveva con sé Costanza, figlia postuma ed unica erede di Costanzo II, grazie alla quale riusciva a stimolare il senso di lealtà alla dinastia costantiniana delle truppe di Valente. Dopo alcuni successi iniziali, Procopio incontrò Valente nella battaglia di Tiatira (in Lidia, nel marzo/aprile 366): le sorti della battaglia furono segnate quando Gomoario, facilmente convinto dal suo amico Arbizione, abbandonò Procopio e passò con alcuni dei suoi uomini nel campo di Valente. Si ritirò a vita privata poco dopo la battaglia.